# Novoměstský ústav šlechtičen u sv. Andělů
Novoměstský ústav šlechtičen u sv. Andělů (Freiweltlich-adeliges Damenstift zu den heiligen Engeln zu Prag) v Praze vznikl roku 1701 z iniciativy trojnásobné vdovy, hraběnky Heleny Zuzany z Bedarrides, rozené Goltzové z Goltze († 1720). Budova, která se po roce 1791 se stala hlavní budovou Všeobecné fakultní nemocnice v Praze, byla postavena podle návrhu Marcantonia Canevalleho. Novoměstský ústav šlechtičen zde podle některých zdrojů působil do roku 1778  a po přestěhování měl působit až do roku 1918 v budově Norbertina v Praze.

## Ústav šlechtičen
Císař Leopold I. listinou ze 27. června 1702 povolil, aby Zuzana Helena hraběnka Bedarridesová zakoupila z lobkovického svěřenského dvora Hrádek na Novém Městě pražském, 2 domky a vinohrad jako nadání pro ústav zchudlých šlechtičen ("anglisches stift"). Nadační stanovy Ústavu schválil týž císař roku 1703 a až do roku 1758 měla jeho abatyše titul „císařská a svaté říše římské okněžněná abatyše“. Nicméně hodnost okněžněné abatyše byla Ústavu roku 1758 zrušena, a to kvůli neuspokojivému hospodářskému stavu Ústavu, který pak nadále vedla představená a dvě asistentky. Fakticky tak byla první abatyší zakladatelka Zuzana z Bedarrides a druhou abatyší Marie Gabriela, ovdovělá hraběnka Lažanská z Bukové (abatyší v letech 1738-1758). K ústavu šlechtičen patřilo nadační panství Kříč s Čistou, Šipy a Všesulov.
Původně dvojkřídlý palác byl postaven po roce 1702 podle návrhu Marcantonia Canevalleho. V letech 1765–1769 přestavěn podle plánů stavitele Josefa Wircha.
Předepsaný věk uchazeček se pohyboval mezi 16 a 30 lety, podmínkou bylo katolické vyznání, nemajetnost, morální bezúhonnost a dobrý zdravotní stav bez viditelné tělesné vady. Přijímány byly pouze dámy z českých šlechtických rodin, které doložily osm ve šlechtickém stavu narozených přímých předků (v později založeném tereziánském ústavu šlechtičen byl minimální věk pro vstup 24 let). Členek zde bylo 17 až 19. Členky měly možnost rozhodnout se o délce pobytu v ústavu. Kromě modliteb a exercicií se zde členky učily číst a psát v jazyce českém i německém a učily se kuchařství, počtům, geometrii a dobrým mravům.

## Odznak a řád

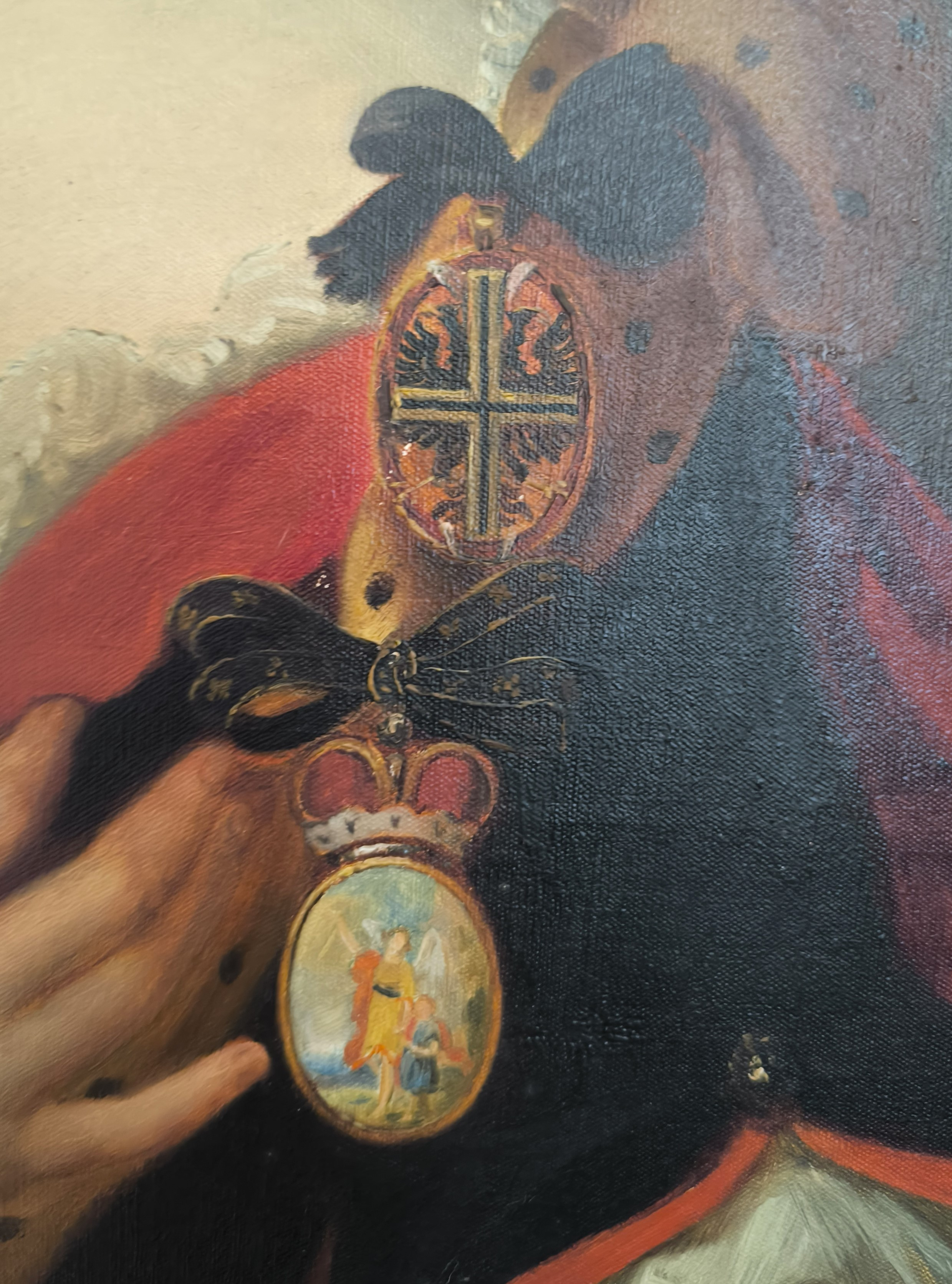
Odznaky druhé abatyše Marie Gabriely, vdovy Lažanské

- Členky ústavu nosily nadační odznak, smaltovaný oválný porcelánový medailon pod červeně smaltovanou knížecí korunkou, zavěšený na černé stuze a lemovaný zlatým dracounem. Na jeho averzu byl vyobrazen Anděl strážný, vedoucí levou rukou chlapce a ukazující ukazovákem napřažené pravice vzhůru na nápis „Solus Deus“ (jediný Bůh). Na reverzu byl obraz Jana Nepomuckého s krucifixem v levé a staroboleslavským palladiem v pravé ruce, převýšen nápisem „Archa Salutis“ (Schrána štěstí). Dámy byly zavázány k určitým náboženským povinnostem a u dvora jim náleželo postavení za manželkami komořích.[4]
- Abatyše i členky ústavu kromě toho mohly být císařovnou vyznamenány dámským Řádem hvězdového kříže, jehož dekoraci nosily na levé straně hrudi na černé stuze, byl to oválný zlatý medailon se smaltovaným černým křížem, podloženým rozkřídleným dvouhlavým říšským orlem a stuhou s nápisem „Salus et gloria" (Spása a sláva).[8]

## Další osudy budovy
V říjnu roku 1786 Josef II. při své návštěvě Prahy poukázal na málo využitou budovu ústavu. Na sklonku roku 1786 a začátkem roku 1787 se začalo uvažovat o umístění nemocnice do těchto prostor, v dubnu 1787 předložil Herget projekty na přestavbu. 18. září 1788 byl z Vídně poslán elaborát s pokyny pro organizaci chudinské zdravotní péče, který počítal s umístěním nemocnice a blázince na Dobytčím trhu a obsahoval i požadavky na úpravy ústavu šlechtičen pro účely zdravotnictví. Dekretem Josefa II. z roku 1788 byla zřízena nemocnice a zaopatřovací ústav bláznů (otevřeno 1790). Stavební úpravy provedl F. Pawiczek podle projektu Františka Antonína Hergeta z roku 1789. Další výraznější přestavby a rozšíření byly provedeny v letech 1838–1839, 1845, 1848–1855. Úpravy z let 1790 a 1839 připomínají pamětní nápisy/desky na průčelích budov. Areál nemocnice byl postupně doplňován mladšími budovami, v 19. a 20. století došlo k přestavbám a přístavbám pavilonů.

## V Norbertinu
Od roku 1787 se sídlem ústavu šlechtičen stala budova Norbertina na Starém Městě. Budova čp. 655 z let 1637–1640 při kostele svatého Norberta byla původně premonstrátským seminářem a gymnáziem. Roku 1928 byla zbořena a na místě vznikly v linii nové uliční čáry funkcionalistické novostavby s nárožním palácem Kotva od Jana Žáka. Brutalistní obchodní dům Kotva byl dostavěn v roce 1975 podle projektu architektů Vladimíra a Věry Machoninových.